# Élections cantonales de 2004 dans le Bas-Rhin
Les élections cantonales ont eu lieu les 21 et 28 mars 2004.
Lors de ces élections, 22 des 44 cantons du Bas-Rhin ont été renouvelés. Elles ont vu la reconduction de la majorité UMP dirigée par Philippe Richert, président du conseil général depuis 1998.

## Résultats à l’échelle du département
Répartition départementale des résultats (2e tour).
- PS (32,98 %)
- DVG (5,9 %)
- Verts (4,23 %)
- Écologistes divers (2,71 %)
- UMP (42,9 %)
- UDF (7,89 %)
- DVD (0,56 %)
- FN (2,83 %)

| Étiquette      | Étiquette                          | Premier tour | Premier tour | Second tour | Second tour | Sièges |
| Étiquette      | Étiquette                          | Voix         | %            | Voix        | %           | Sièges |
| -------------- | ---------------------------------- | ------------ | ------------ | ----------- | ----------- | ------ |
|                | Parti socialiste                   | 37 892       | 19,08        | 55 477      | 32,98       | 3      |
|                | Les Verts                          | 12 246       | 6,17         | 7 115       | 4,23        | 0      |
|                | Divers gauche                      | 9 761        | 4,91         | 9 923       | 5,90        | 0      |
|                | Extrême gauche                     | 4 129        | 2,08         |             |             |        |
|                | Parti communiste français          | 972          | 0,49         |             |             |        |
| Gauche         | Gauche                             | 65 000       | 32,73        | 72 515      | 43,11       | 3      |
|                |                                    |              |              |             |             |        |
|                | Union pour un mouvement populaire  | 65 517       | 32,99        | 72 179      | 42,90       | 14     |
|                | Front national                     | 29 004       | 14,60        | 4 768       | 2,83        | 0      |
|                | Extrême droite                     | 14 647       | 7,37         |             |             |        |
|                | Union pour la démocratie française | 13 558       | 6,83         | 13 278      | 7,89        | 2      |
|                | Divers droite                      | 7 891        | 3,97         | 934         | 0,56        | 2      |
| Droite         | Droite                             | 130 617      | 65,76        | 91 159      | 54,18       | 18     |
|                |                                    |              |              |             |             |        |
|                | Écologistes divers                 | 2 497        | 1,26         | 4 558       | 2,71        | 1      |
|                |                                    |              |              |             |             |        |
|                | Divers                             | 399          | 0,20         |             |             |        |
|                | Régionalistes                      | 100          | 0,05         |             |             |        |
|                |                                    |              |              |             |             |        |
| Inscrits       | Inscrits                           | 340 123      | 100,00       | 291 403     | 100,00      |        |
| Abstention     | Abstention                         | 133 116      | 39,14        | 112 270     | 38,53       |        |
| Votants        | Votants                            | 207 007      | 60,86        | 179 133     | 61,47       |        |
| Blancs et nuls | Blancs et nuls                     | 8 394        | 4,05         | 10 901      | 6,09        |        |
| Exprimés       | Exprimés                           | 198 613      | 95,95        | 168 232     | 93,91       |        |

## Résultats par canton

### Canton de Geispolsheim
| Candidats      | Candidats            | Étiquette      | Premier tour | Premier tour | Second tour | Second tour |
| Candidats      | Candidats            | Étiquette      | Voix         | %            | Voix        | %           |
| -------------- | -------------------- | -------------- | ------------ | ------------ | ----------- | ----------- |
|                | Sébastien Zaegel*    | UMP            | 6 670        | 48,88        | 8 536       | 63,34       |
|                | Jacques Fernique     | Verts          | 3 226        | 23,64        | 4 940       | 36,66       |
|                | Marilène Heitz       | FN             | 2 216        | 16,24        |             |             |
|                | Albert Rauscher      | EXD            | 1 067        | 7,82         |             |             |
|                | Jean-Paul Herrbrecht | EXG            | 467          | 3,42         |             |             |
|                |                      |                |              |              |             |             |
| Inscrits       | Inscrits             | Inscrits       | 23 269       | 100,00       | 23 271      | 100,00      |
| Abstention     | Abstention           | Abstention     | 9 095        | 39,09        | 8 975       | 38,57       |
| Votants        | Votants              | Votants        | 14 174       | 60,91        | 14 296      | 61,43       |
| Blancs et nuls | Blancs et nuls       | Blancs et nuls | 528          | 3,73         | 820         | 5,74        |
| Exprimés       | Exprimés             | Exprimés       | 13 646       | 96,27        | 13 476      | 94,26       |

*sortant

### Canton d'Illkirch-Graffenstaden
| Candidats      | Candidats                  | Étiquette      | Premier tour | Premier tour | Second tour | Second tour |
| Candidats      | Candidats                  | Étiquette      | Voix         | %            | Voix        | %           |
| -------------- | -------------------------- | -------------- | ------------ | ------------ | ----------- | ----------- |
|                | Jean-Claude Haller*        | UMP            | 6 183        | 31,54        | 10 042      | 51,16       |
|                | Claude Froehly             | PS             | 5 647        | 28,81        | 9 588       | 48,84       |
|                | Jean-Paul Colin            | FN             | 3 120        | 15,92        |             |             |
|                | Anne-Catherine Rebière     | Verts          | 2 079        | 10,61        |             |             |
|                | Bertrand Chevallier-Appert | EXD            | 1 910        | 9,74         |             |             |
|                | Pierrette Morinaud         | EXG            | 664          | 3,39         |             |             |
|                |                            |                |              |              |             |             |
| Inscrits       | Inscrits                   | Inscrits       | 35 561       | 100,00       | 35 561      | 100,00      |
| Abstention     | Abstention                 | Abstention     | 15 328       | 43,10        | 14 573      | 40,98       |
| Votants        | Votants                    | Votants        | 20 233       | 56,90        | 20 988      | 59,02       |
| Blancs et nuls | Blancs et nuls             | Blancs et nuls | 630          | 3,11         | 1 358       | 6,47        |
| Exprimés       | Exprimés                   | Exprimés       | 19 603       | 96,89        | 19 630      | 93,53       |

*sortant

### Canton de Marmoutier
| Candidats      | Candidats        | Étiquette      | Premier tour | Premier tour | Second tour | Second tour |
| Candidats      | Candidats        | Étiquette      | Voix         | %            | Voix        | %           |
| -------------- | ---------------- | -------------- | ------------ | ------------ | ----------- | ----------- |
|                | Joseph Cremmel*  | UMP            | 2 411        | 43,71        | 2 914       | 53,48       |
|                | Jean-Claude Weil | DVG            | 1 970        | 35,71        | 2 535       | 46,52       |
|                | Anna Schubler    | FN             | 659          | 11,95        |             |             |
|                | Bernard Burst    | EXD            | 476          | 8,63         |             |             |
|                |                  |                |              |              |             |             |
| Inscrits       | Inscrits         | Inscrits       | 8 633        | 100,00       | 8 626       | 100,00      |
| Abstention     | Abstention       | Abstention     | 2 749        | 31,84        | 2 728       | 31,63       |
| Votants        | Votants          | Votants        | 5 884        | 68,16        | 5 898       | 68,37       |
| Blancs et nuls | Blancs et nuls   | Blancs et nuls | 368          | 6,25         | 449         | 7,61        |
| Exprimés       | Exprimés         | Exprimés       | 5 516        | 93,75        | 5 449       | 92,39       |

*sortant

### Canton de Mundolsheim
| Candidats      | Candidats             | Étiquette      | Premier tour | Premier tour | Second tour | Second tour |
| Candidats      | Candidats             | Étiquette      | Voix         | %            | Voix        | %           |
| -------------- | --------------------- | -------------- | ------------ | ------------ | ----------- | ----------- |
|                | André Lobstein*       | UMP            | 6 676        | 33,76        | 11 544      | 60,18       |
|                | Francis Hammer        | PS             | 4 059        | 20,52        | 7 640       | 39,82       |
|                | Jean-Claude Altherr   | FN             | 3 075        | 15,55        |             |             |
|                | Marc Teychenne-Coutet | UDF            | 2 811        | 14,21        |             |             |
|                | Alain Voelckel        | EXD            | 1 639        | 8,29         |             |             |
|                | Sonia Fath            | DVD            | 653          | 3,30         |             |             |
|                | Jean Meyer            | EXG            | 527          | 2,66         |             |             |
|                | Jean-Benoît Meyer     | SE             | 337          | 1,70         |             |             |
|                |                       |                |              |              |             |             |
| Inscrits       | Inscrits              | Inscrits       | 33 580       | 100,00       | 33 578      | 100,00      |
| Abstention     | Abstention            | Abstention     | 13 061       | 38,90        | 13 010      | 38,75       |
| Votants        | Votants               | Votants        | 20 519       | 61,10        | 20 568      | 61,25       |
| Blancs et nuls | Blancs et nuls        | Blancs et nuls | 742          | 3,62         | 1 384       | 6,73        |
| Exprimés       | Exprimés              | Exprimés       | 19 777       | 96,38        | 19 184      | 93,27       |

*sortant

### Canton de Niederbronn-les-Bains
| Candidats      | Candidats       | Étiquette      | Premier tour | Premier tour | Second tour | Second tour |
| Candidats      | Candidats       | Étiquette      | Voix         | %            | Voix        | %           |
| -------------- | --------------- | -------------- | ------------ | ------------ | ----------- | ----------- |
|                | Rémi Bertrand*  | UMP            | 5 027        | 43,07        | 5 645       | 47,85       |
|                | Laurent Gnaedig | FN             | 2 780        | 23,82        | 3 284       | 27,84       |
|                | Jean-Marie Burt | PS             | 2 373        | 20,33        | 2 868       | 24,31       |
|                | René Weess      | EXD            | 1 491        | 12,78        |             |             |
|                |                 |                |              |              |             |             |
| Inscrits       | Inscrits        | Inscrits       | 20 968       | 100,00       | 20 973      | 100,00      |
| Abstention     | Abstention      | Abstention     | 8 569        | 40,87        | 8 715       | 41,55       |
| Votants        | Votants         | Votants        | 12 399       | 59,13        | 12 258      | 58,45       |
| Blancs et nuls | Blancs et nuls  | Blancs et nuls | 728          | 5,87         | 461         | 3,76        |
| Exprimés       | Exprimés        | Exprimés       | 11 671       | 94,13        | 11 797      | 96,24       |

*sortant

### Canton d'Obernai
| Candidats      | Candidats        | Étiquette      | Premier tour | Premier tour |
| Candidats      | Candidats        | Étiquette      | Voix         | %            |
| -------------- | ---------------- | -------------- | ------------ | ------------ |
|                | Bernard Fischer* | UMP            | 4 698        | 52,37        |
|                | Bruno Freyermuth | PS             | 1 800        | 20,06        |
|                | Christian Hager  | FN             | 1 769        | 19,72        |
|                | Gérard Lutter    | EXD            | 704          | 7,85         |
|                |                  |                |              |              |
| Inscrits       | Inscrits         | Inscrits       | 15 339       | 100,00       |
| Abstention     | Abstention       | Abstention     | 5 910        | 38,53        |
| Votants        | Votants          | Votants        | 9 429        | 61,47        |
| Blancs et nuls | Blancs et nuls   | Blancs et nuls | 458          | 4,86         |
| Exprimés       | Exprimés         | Exprimés       | 8 971        | 95,14        |

*sortant

### Canton de Saales
| Candidats      | Candidats         | Étiquette      | Premier tour | Premier tour | Second tour | Second tour |
| Candidats      | Candidats         | Étiquette      | Voix         | %            | Voix        | %           |
| -------------- | ----------------- | -------------- | ------------ | ------------ | ----------- | ----------- |
|                | Pierre Grandadam* | UMP            | 780          | 38,61        | 847         | 39,90       |
|                | Alice Morel       | DVD            | 654          | 32,38        | 934         | 43,99       |
|                | Renaud Fausser    | PS             | 379          | 18,76        | 342         | 16,11       |
|                | Nathalie Tomasi   | FN             | 207          | 10,25        |             |             |
|                |                   |                |              |              |             |             |
| Inscrits       | Inscrits          | Inscrits       | 2 890        | 100,00       | 2 890       | 100,00      |
| Abstention     | Abstention        | Abstention     | 816          | 28,24        | 730         | 25,26       |
| Votants        | Votants           | Votants        | 2 074        | 71,76        | 2 160       | 74,74       |
| Blancs et nuls | Blancs et nuls    | Blancs et nuls | 54           | 2,60         | 37          | 1,71        |
| Exprimés       | Exprimés          | Exprimés       | 2 020        | 97,40        | 2 123       | 98,29       |

*sortant

### Canton de Sarre-Union
| Candidats      | Candidats           | Étiquette      | Premier tour | Premier tour |
| Candidats      | Candidats           | Étiquette      | Voix         | %            |
| -------------- | ------------------- | -------------- | ------------ | ------------ |
|                | Denis Lieb*         | DVD            | 4 119        | 55,57        |
|                | Françoise Eberhardt | PS             | 702          | 9,47         |
|                | Michel Kuffler      | DVD            | 701          | 9,46         |
|                | Gilbert Schmidt     | UDF            | 601          | 8,11         |
|                | Simon Schmidt       | UMP            | 516          | 6,96         |
|                | Colette Schaeffer   | FN             | 514          | 6,93         |
|                | Francine Uhrig      | EXD            | 259          | 3,49         |
|                |                     |                |              |              |
| Inscrits       | Inscrits            | Inscrits       | 11 136       | 100,00       |
| Abstention     | Abstention          | Abstention     | 3 433        | 30,83        |
| Votants        | Votants             | Votants        | 7 703        | 69,17        |
| Blancs et nuls | Blancs et nuls      | Blancs et nuls | 291          | 3,78         |
| Exprimés       | Exprimés            | Exprimés       | 7 412        | 96,22        |

*sortant

### Canton de Saverne
| Candidats      | Candidats             | Étiquette      | Premier tour | Premier tour | Second tour | Second tour |
| Candidats      | Candidats             | Étiquette      | Voix         | %            | Voix        | %           |
| -------------- | --------------------- | -------------- | ------------ | ------------ | ----------- | ----------- |
|                | Émile Blessig*        | UMP            | 4 433        | 45,63        | 5 581       | 59,28       |
|                | Nicolas Olszak        | PS             | 2 019        | 20,78        | 3 834       | 40,72       |
|                | Robert Martig         | FN             | 1 546        | 15,91        |             |             |
|                | Marie-Madeleine Braud | Verts          | 973          | 10,02        |             |             |
|                | Antoine Kraemer       | EXD            | 744          | 7,66         |             |             |
|                |                       |                |              |              |             |             |
| Inscrits       | Inscrits              | Inscrits       | 16 855       | 100,00       | 16 853      | 100,00      |
| Abstention     | Abstention            | Abstention     | 6 702        | 39,76        | 6 733       | 39,95       |
| Votants        | Votants               | Votants        | 10 153       | 60,24        | 10 120      | 60,05       |
| Blancs et nuls | Blancs et nuls        | Blancs et nuls | 438          | 4,31         | 705         | 6,97        |
| Exprimés       | Exprimés              | Exprimés       | 9 715        | 95,69        | 9 415       | 93,03       |

*sortant

### Canton de Schiltigheim
| Candidats      | Candidats            | Étiquette      | Premier tour | Premier tour | Second tour | Second tour |
| Candidats      | Candidats            | Étiquette      | Voix         | %            | Voix        | %           |
| -------------- | -------------------- | -------------- | ------------ | ------------ | ----------- | ----------- |
|                | Alfred Muller*       | DVG            | 2 631        | 31,21        | 3 771       | 45,28       |
|                | Andrée Munchenbach   | ECO            | 1 890        | 22,42        | 4 558       | 54,72       |
|                | François Gabet       | FN             | 1 214        | 14,40        |             |             |
|                | Fabien Bresson       | UMP            | 1 029        | 12,21        |             |             |
|                | Bertrand Hirtz       | UDF            | 577          | 6,85         |             |             |
|                | Stéphane Bourhis     | EXD            | 571          | 6,77         |             |             |
|                | Marie-Claire Lechene | EXG            | 337          | 4,00         |             |             |
|                | Murat Gunay          | PCF            | 180          | 2,14         |             |             |
|                |                      |                |              |              |             |             |
| Inscrits       | Inscrits             | Inscrits       | 15 539       | 100,00       | 15 542      | 100,00      |
| Abstention     | Abstention           | Abstention     | 6 855        | 44,11        | 6 682       | 42,99       |
| Votants        | Votants              | Votants        | 8 684        | 55,89        | 8 860       | 57,01       |
| Blancs et nuls | Blancs et nuls       | Blancs et nuls | 255          | 2,94         | 531         | 5,99        |
| Exprimés       | Exprimés             | Exprimés       | 8 429        | 97,06        | 8 329       | 94,01       |

*sortant

### Canton de Schirmeck
| Candidats      | Candidats                | Étiquette      | Premier tour | Premier tour | Second tour | Second tour |
| Candidats      | Candidats                | Étiquette      | Voix         | %            | Voix        | %           |
| -------------- | ------------------------ | -------------- | ------------ | ------------ | ----------- | ----------- |
|                | Frédéric Bierry          | UMP            | 2 714        | 41,88        | 3 375       | 51,12       |
|                | Gérard Douvier           | PS             | 1 741        | 26,87        | 3 227       | 48,88       |
|                | Jean-Bernard Pannekoecke | DVD            | 1 269        | 19,58        | Retrait     | Retrait     |
|                | Micheline Roth           | FN             | 568          | 8,77         |             |             |
|                | Daniel Schilling         | EXD            | 188          | 2,90         |             |             |
|                |                          |                |              |              |             |             |
| Inscrits       | Inscrits                 | Inscrits       | 10 100       | 100,00       | 10 101      | 100,00      |
| Abstention     | Abstention               | Abstention     | 3 390        | 33,56        | 3 231       | 31,99       |
| Votants        | Votants                  | Votants        | 6 710        | 66,44        | 6 870       | 68,01       |
| Blancs et nuls | Blancs et nuls           | Blancs et nuls | 230          | 3,43         | 268         | 3,90        |
| Exprimés       | Exprimés                 | Exprimés       | 6 480        | 96,57        | 6 602       | 96,10       |

### Canton de Sélestat
| Candidats      | Candidats             | Étiquette      | Premier tour | Premier tour | Second tour | Second tour |
| Candidats      | Candidats             | Étiquette      | Voix         | %            | Voix        | %           |
| -------------- | --------------------- | -------------- | ------------ | ------------ | ----------- | ----------- |
|                | Marcel Bauer*         | UMP            | 4 018        | 31,76        | 5 425       | 42,85       |
|                | Jean-Jacques Renaudet | PS             | 2 527        | 19,97        | 3 619       | 28,58       |
|                | Stéphane Klein        | DVG            | 2 390        | 18,89        | 3 617       | 28,57       |
|                | Guillaume Garcia      | FN             | 1 603        | 12,67        |             |             |
|                | Michèle Gartner       | Verts          | 846          | 6,69         |             |             |
|                | Jean-Noël Wenger      | EXD            | 729          | 5,76         |             |             |
|                | Patrick Dutter        | EXG            | 326          | 2,58         |             |             |
|                | Pascal Aubry          | PCF            | 214          | 1,69         |             |             |
|                |                       |                |              |              |             |             |
| Inscrits       | Inscrits              | Inscrits       | 20 851       | 100,00       | 20 850      | 100,00      |
| Abstention     | Abstention            | Abstention     | 7 602        | 36,46        | 7 431       | 35,64       |
| Votants        | Votants               | Votants        | 13 249       | 63,54        | 13 419      | 64,36       |
| Blancs et nuls | Blancs et nuls        | Blancs et nuls | 596          | 4,50         | 758         | 5,65        |
| Exprimés       | Exprimés              | Exprimés       | 12 653       | 95,50        | 12 661      | 94,35       |

*sortant

### Canton de Strasbourg-2
| Candidats      | Candidats               | Étiquette      | Premier tour | Premier tour | Second tour | Second tour |
| Candidats      | Candidats               | Étiquette      | Voix         | %            | Voix        | %           |
| -------------- | ----------------------- | -------------- | ------------ | ------------ | ----------- | ----------- |
|                | Jean-Jacques Gsell*     | PS             | 1 959        | 36,80        | 2 579       | 54,25       |
|                | Marie-Dominique Dreysse | Verts          | 927          | 17,41        | 2 175       | 45,75       |
|                | Jean-Claude Bader       | UMP            | 916          | 17,21        |             |             |
|                | Geneviève Auvray        | FN             | 471          | 8,85         |             |             |
|                | Jacques Bon             | UDF            | 428          | 8,04         |             |             |
|                | Frédérique Riedlin      | EXG            | 265          | 4,98         |             |             |
|                | Judith Bellanger        | EXD            | 196          | 3,68         |             |             |
|                | Christian Grosse        | PCF            | 106          | 1,99         |             |             |
|                | Laurent Hobel           | EXG            | 56           | 1,05         |             |             |
|                |                         |                |              |              |             |             |
| Inscrits       | Inscrits                | Inscrits       | 9 449        | 100,00       | 9 449       | 100,00      |
| Abstention     | Abstention              | Abstention     | 3 987        | 42,19        | 3 995       | 42,28       |
| Votants        | Votants                 | Votants        | 5 462        | 57,81        | 5 454       | 57,72       |
| Blancs et nuls | Blancs et nuls          | Blancs et nuls | 138          | 2,53         | 700         | 12,83       |
| Exprimés       | Exprimés                | Exprimés       | 5 324        | 97,47        | 4 754       | 87,17       |

*sortant

### Canton de Strasbourg-6
| Candidats      | Candidats            | Étiquette      | Premier tour | Premier tour | Second tour | Second tour |
| Candidats      | Candidats            | Étiquette      | Voix         | %            | Voix        | %           |
| -------------- | -------------------- | -------------- | ------------ | ------------ | ----------- | ----------- |
|                | Serge Oehler*        | PS             | 3 481        | 38,72        | 5 784       | 61,89       |
|                | Jean-Emmanuel Robert | UMP            | 2 019        | 22,46        | 3 562       | 38,11       |
|                | Pascale Elles        | FN             | 1 350        | 15,02        |             |             |
|                | Khadija Arratbi      | Verts          | 753          | 8,38         |             |             |
|                | Anne Kling           | EXD            | 558          | 6,21         |             |             |
|                | Roland Robert        | EXG            | 262          | 2,91         |             |             |
|                | Jean-Claude Meyer    | EXG            | 238          | 2,65         |             |             |
|                | Georges Hoffmann     | EXG            | 149          | 1,66         |             |             |
|                | Christian Huffling   | PCF            | 118          | 1,31         |             |             |
|                | Romdane Ferdjani     | SE             | 62           | 0,69         |             |             |
|                |                      |                |              |              |             |             |
| Inscrits       | Inscrits             | Inscrits       | 17 199       | 100,00       | 17 199      | 100,00      |
| Abstention     | Abstention           | Abstention     | 7 952        | 46,24        | 7 351       | 42,74       |
| Votants        | Votants              | Votants        | 9 247        | 53,76        | 9 848       | 57,26       |
| Blancs et nuls | Blancs et nuls       | Blancs et nuls | 257          | 2,78         | 502         | 5,10        |
| Exprimés       | Exprimés             | Exprimés       | 8 990        | 97,22        | 9 346       | 94,90       |

*sortant

### Canton de Strasbourg-7
| Candidats      | Candidats             | Étiquette      | Premier tour | Premier tour | Second tour | Second tour |
| Candidats      | Candidats             | Étiquette      | Voix         | %            | Voix        | %           |
| -------------- | --------------------- | -------------- | ------------ | ------------ | ----------- | ----------- |
|                | Jean-Philippe Maurer* | UMP            | 2 571        | 38,67        | 4 032       | 58,38       |
|                | Driss Ajbali          | PS             | 1 539        | 23,15        | 2 874       | 41,62       |
|                | Virginie Arcelin      | FN             | 849          | 12,77        |             |             |
|                | Christine Panzer      | Verts          | 839          | 12,62        |             |             |
|                | Robert Vix            | EXD            | 370          | 5,57         |             |             |
|                | Catherine Gsell       | EXG            | 222          | 3,34         |             |             |
|                | Ralph Blindauer       | PCF            | 140          | 2,11         |             |             |
|                | Henri-Maurice Haar    | EXG            | 118          | 1,77         |             |             |
|                |                       |                |              |              |             |             |
| Inscrits       | Inscrits              | Inscrits       | 12 519       | 100,00       | 12 519      | 100,00      |
| Abstention     | Abstention            | Abstention     | 5 629        | 44,96        | 5 237       | 41,83       |
| Votants        | Votants               | Votants        | 6 890        | 55,04        | 7 282       | 58,17       |
| Blancs et nuls | Blancs et nuls        | Blancs et nuls | 242          | 3,51         | 376         | 5,16        |
| Exprimés       | Exprimés              | Exprimés       | 6 648        | 96,49        | 6 906       | 94,84       |

*sortant

### Canton de Strasbourg-8
| Candidats      | Candidats          | Étiquette      | Premier tour | Premier tour | Second tour | Second tour |
| Candidats      | Candidats          | Étiquette      | Voix         | %            | Voix        | %           |
| -------------- | ------------------ | -------------- | ------------ | ------------ | ----------- | ----------- |
|                | Philippe Bies      | PS             | 2 388        | 31,20        | 4 556       | 56,37       |
|                | Geneviève Werlé*   | UMP            | 2 183        | 28,52        | 3 526       | 43,63       |
|                | Jean Gremmel       | FN             | 987          | 12,89        |             |             |
|                | Jacky Walch        | Verts          | 745          | 9,73         |             |             |
|                | Mickaël Halter     | EXD            | 480          | 6,27         |             |             |
|                | Yveline Moeglen    | DVG            | 311          | 4,06         |             |             |
|                | Christiane Celet   | DVD            | 191          | 2,50         |             |             |
|                | Marc Baud-Berthier | EXG            | 161          | 2,10         |             |             |
|                | Hervé Lambs        | PCF            | 116          | 1,52         |             |             |
|                | Michèle Fabre      | EXG            | 93           | 1,21         |             |             |
|                |                    |                |              |              |             |             |
| Inscrits       | Inscrits           | Inscrits       | 14 051       | 100,00       | 14 051      | 100,00      |
| Abstention     | Abstention         | Abstention     | 6 154        | 43,80        | 5 569       | 39,63       |
| Votants        | Votants            | Votants        | 7 897        | 56,20        | 8 482       | 60,37       |
| Blancs et nuls | Blancs et nuls     | Blancs et nuls | 242          | 3,06         | 400         | 4,72        |
| Exprimés       | Exprimés           | Exprimés       | 7 655        | 96,94        | 8 082       | 95,28       |

*sortant

### Canton de Strasbourg-10
| Candidats      | Candidats                 | Étiquette      | Premier tour | Premier tour | Second tour | Second tour |
| Candidats      | Candidats                 | Étiquette      | Voix         | %            | Voix        | %           |
| -------------- | ------------------------- | -------------- | ------------ | ------------ | ----------- | ----------- |
|                | Pascale Pfeiffer-Jourdant | UDF            | 1 479        | 27,89        | 3 669       | 71,20       |
|                | Xavier Codderens          | FN             | 966          | 18,22        | 1 484       | 28,80       |
|                | Pierre Henninger          | PS             | 920          | 17,35        |             |             |
|                | Jean-Claude Petitdemange* | DVG            | 702          | 13,24        |             |             |
|                | Samir Tine                | Verts          | 448          | 8,45         |             |             |
|                | Robert Spieler            | EXD            | 446          | 8,41         |             |             |
|                | Claude Kugler             | EXG            | 149          | 2,81         |             |             |
|                | André Hemmerle            | PCF            | 98           | 1,85         |             |             |
|                | Arnaud Marguier           | EXG            | 95           | 1,79         |             |             |
|                |                           |                |              |              |             |             |
| Inscrits       | Inscrits                  | Inscrits       | 10 269       | 100,00       | 10 269      | 100,00      |
| Abstention     | Abstention                | Abstention     | 4 810        | 46,84        | 4 504       | 43,86       |
| Votants        | Votants                   | Votants        | 5 459        | 53,16        | 5 765       | 56,14       |
| Blancs et nuls | Blancs et nuls            | Blancs et nuls | 156          | 2,86         | 612         | 10,62       |
| Exprimés       | Exprimés                  | Exprimés       | 5 303        | 97,14        | 5 153       | 89,38       |

*sortant

### Canton de Truchtersheim
| Candidats      | Candidats          | Étiquette      | Premier tour | Premier tour | Second tour | Second tour |
| Candidats      | Candidats          | Étiquette      | Voix         | %            | Voix        | %           |
| -------------- | ------------------ | -------------- | ------------ | ------------ | ----------- | ----------- |
|                | Jean-Daniel Zeter* | UDF            | 5 039        | 48,62        | 6 325       | 61,79       |
|                | Jean-Marc Jung     | PS             | 1 804        | 17,41        | 3 911       | 38,21       |
|                | Gérard Schann      | Verts          | 1 410        | 13,61        |             |             |
|                | Stéphanie Koebel   | FN             | 1 399        | 13,50        |             |             |
|                | Sylvie Schaefer    | EXD            | 711          | 6,86         |             |             |
|                |                    |                |              |              |             |             |
| Inscrits       | Inscrits           | Inscrits       | 15 682       | 100,00       | 15 624      | 100,00      |
| Abstention     | Abstention         | Abstention     | 4 939        | 31,49        | 4 851       | 31,05       |
| Votants        | Votants            | Votants        | 10 743       | 68,51        | 10 773      | 68,95       |
| Blancs et nuls | Blancs et nuls     | Blancs et nuls | 380          | 3,54         | 537         | 4,98        |
| Exprimés       | Exprimés           | Exprimés       | 10 363       | 96,46        | 10 236      | 95,02       |

*sortant

### Canton de Ville
| Candidats      | Candidats             | Étiquette      | Premier tour | Premier tour | Second tour | Second tour |
| Candidats      | Candidats             | Étiquette      | Voix         | %            | Voix        | %           |
| -------------- | --------------------- | -------------- | ------------ | ------------ | ----------- | ----------- |
|                | René Haag*            | UMP            | 2 474        | 45,12        | 3 132       | 61,09       |
|                | Jean-Louis Boehler    | PS             | 1 034        | 18,86        | 1 995       | 38,91       |
|                | Daniel Mangin         | FN             | 615          | 11,22        |             |             |
|                | Claude Ledergerber    | ECO            | 607          | 11,07        |             |             |
|                | Fabrice Lauffenburger | EXD            | 449          | 8,19         |             |             |
|                | Gérard Zill           | DVD            | 304          | 5,54         |             |             |
|                |                       |                |              |              |             |             |
| Inscrits       | Inscrits              | Inscrits       | 8 238        | 100,00       | 8 238       | 100,00      |
| Abstention     | Abstention            | Abstention     | 2 397        | 29,10        | 2 521       | 30,60       |
| Votants        | Votants               | Votants        | 5 841        | 70,90        | 5 717       | 69,40       |
| Blancs et nuls | Blancs et nuls        | Blancs et nuls | 358          | 6,13         | 590         | 10,32       |
| Exprimés       | Exprimés              | Exprimés       | 5 483        | 93,87        | 5 127       | 89,68       |

*sortant

### Canton de Wasselonne
| Candidats      | Candidats          | Étiquette      | Premier tour | Premier tour | Second tour | Second tour |
| Candidats      | Candidats          | Étiquette      | Voix         | %            | Voix        | %           |
| -------------- | ------------------ | -------------- | ------------ | ------------ | ----------- | ----------- |
|                | Joseph Ostermann*  | UMP            | 3 452        | 35,22        | 4 018       | 40,33       |
|                | Freddy Zimmermann  | UDF            | 2 252        | 22,98        | 3 284       | 32,97       |
|                | Rémi Barillon      | PS             | 1 903        | 19,42        | 2 660       | 26,70       |
|                | Jacques Frerejouan | FN             | 1 169        | 11,93        |             |             |
|                | Jean-Germain Mayer | EXD            | 569          | 5,81         |             |             |
|                | Pierre Jans        | DVG            | 455          | 4,64         |             |             |
|                |                    |                |              |              |             |             |
| Inscrits       | Inscrits           | Inscrits       | 15 808       | 100,00       | 15 809      | 100,00      |
| Abstention     | Abstention         | Abstention     | 5 632        | 35,63        | 5 434       | 34,37       |
| Votants        | Votants            | Votants        | 10 176       | 64,37        | 10 375      | 65,63       |
| Blancs et nuls | Blancs et nuls     | Blancs et nuls | 376          | 3,69         | 413         | 3,98        |
| Exprimés       | Exprimés           | Exprimés       | 9 800        | 96,31        | 9 962       | 96,02       |

*sortant

### Canton de Wissembourg
| Candidats      | Candidats         | Étiquette      | Premier tour | Premier tour |
| Candidats      | Candidats         | Étiquette      | Voix         | %            |
| -------------- | ----------------- | -------------- | ------------ | ------------ |
|                | Pierre Bertrand*  | UMP            | 3 750        | 52,15        |
|                | Ambroise Perrin   | PS             | 1 617        | 22,49        |
|                | Pascal Baum       | FN             | 1 068        | 14,85        |
|                | Christian Fischer | EXD            | 756          | 10,51        |
|                |                   |                |              |              |
| Inscrits       | Inscrits          | Inscrits       | 12 619       | 100,00       |
| Abstention     | Abstention        | Abstention     | 4 875        | 38,63        |
| Votants        | Votants           | Votants        | 7 744        | 61,37        |
| Blancs et nuls | Blancs et nuls    | Blancs et nuls | 553          | 7,14         |
| Exprimés       | Exprimés          | Exprimés       | 7 191        | 92,86        |

*sortant

### Canton de Wœrth
| Candidats      | Candidats             | Étiquette      | Premier tour | Premier tour |
| Candidats      | Candidats             | Étiquette      | Voix         | %            |
| -------------- | --------------------- | -------------- | ------------ | ------------ |
|                | Guy-Dominique Kennel* | UMP            | 2 997        | 50,26        |
|                | Gilbert Liehn         | DVG            | 1 302        | 21,83        |
|                | Jean-Marie Freund     | FN             | 859          | 14,41        |
|                | Jérôme Milliere       | UDF            | 371          | 6,22         |
|                | Michèle Leiser        | EXD            | 334          | 5,60         |
|                | Fabrice Heyd          | REG            | 100          | 1,68         |
|                |                       |                |              |              |
| Inscrits       | Inscrits              | Inscrits       | 9 568        | 100,00       |
| Abstention     | Abstention            | Abstention     | 3 231        | 33,77        |
| Votants        | Votants               | Votants        | 6 337        | 66,23        |
| Blancs et nuls | Blancs et nuls        | Blancs et nuls | 374          | 5,90         |
| Exprimés       | Exprimés              | Exprimés       | 5 963        | 94,10        |

*sortant